# Harrod
Harrod és una població dels Estats Units a l'estat d'Ohio. Segons el cens del 2000 tenia 491 habitants.

## Demografia
Segons el cens del 2000, Harrod tenia 491 habitants, 173 habitatges, i 135 famílies. La densitat de població era de 861,7 habitants/km².
Dels 173 habitatges en un 44,5% hi vivien nens de menys de 18 anys, en un 64,7% hi vivien parelles casades, en un 8,7% dones solteres, i en un 21,4% no eren unitats familiars. En el 19,7% dels habitatges hi vivien persones soles el 6,4% de les quals corresponia a persones de 65 anys o més que vivien soles. El nombre mitjà de persones vivint en cada habitatge era de 2,84 i el nombre mitjà de persones que vivien en cada família era de 3,24.
Per edats la població es repartia de la següent manera: un 31,6% tenia menys de 18 anys, un 8,6% entre 18 i 24, un 29,9% entre 25 i 44, un 21% de 45 a 60 i un 9% 65 anys o més.
L'edat mediana era de 32 anys. Per cada 100 dones de 18 o més anys hi havia 96,5 homes.
La renda mediana per habitatge era de 38.333 $ i la renda mediana per família de 43.611 $. Els homes tenien una renda mediana de 31.369 $ mentre que les dones 18.125 $. La renda per capita de la població era de 15.422 $. Aproximadament el 4,8% de les famílies i el 7% de la població estaven per davall del llindar de pobresa.

## Poblacions més properes
El següent diagrama mostra les poblacions més properes.